# William Henry Monk

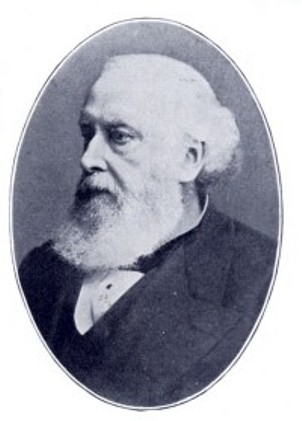
William Henry Monk

William Henry Monk (* 16. März 1823 in London; † 1. März 1889 ebenda) war ein englischer anglikanischer Organist, Chorleiter und Musikprofessor sowie Herausgeber und Komponist von Kirchenliedern. 

## Leben
Monk studierte Musik bei Thomas Adams, J. A. Hamilton und G. A. Griesbach. Ab 1841 war er Organist und Chorleiter an verschiedenen Kirchen in Greater London, ab 1851 zugleich Professor für Musik an mehreren akademischen Institutionen in London, Edinburgh und Manchester. Er war einer der führenden Kirchenmusiker und Musiktheoretiker der anglo-katholischen Oxford-Bewegung.
1861 gab er die Kirchenliedersammlung Hymns Ancient and Modern for Use in the Services of the Church heraus, die jahrzehntelang Neuauflagen und Erweiterungen erlebte und das wichtigste Gesangbuch der Kirche von England war. Darin sind auch seine eigenen Melodien enthalten, von denen einige bis heute zu den bekanntesten im englischsprachigen Raum gehören. 1882 verlieh ihm die Universität Durham den Ehrendoktortitel für Musik.
William Henry Monk wurde auf dem Londoner Highgate Cemetery beigesetzt. Das Gedenkkreuz wurde aus Spenden der Öffentlichkeit finanziert.

## Abide with me

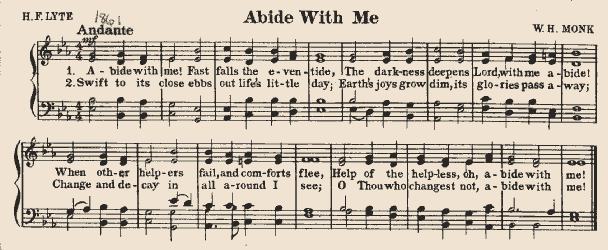
Abide with me, Melodie und Satz von W. H. Monk

Monks Melodie Eventideⓘ zu Henry Francis Lytes Text Abide with me ist als Abend- und Sterbelied bis heute jedem Briten vertraut. Es erklingt bei Begräbnissen und anderen Anlässen der königlichen Familie, bei den militärischen Gedenkfeiern Festival of Remembrance in der Royal Albert Hall und ANZAC Day, aber auch alljährlich zu Beginn des Finalspiels des FA Cup sowie in zahlreichen Spielfilmszenen.
Die deutschen Kirchenlieder Bleib bei mir, Herr (Evangelisches Gesangbuch 488), Bleib bei uns, Herr (Gotteslob (2013) 94) und Bleibe bei uns (Gotteslob (2013) 325) werden nach Monks Melodie gesungen.